# Nanotoxicologia
A Nanotoxicologia é o estudo da toxicidade das nanopartículas. 
Devido ao tamanho pequeno dessas partículas e, das pesquisas ainda recentes que apresentam resultados pouco conclusivos , há muitos debates sobre os efeitos causados no organismo e no ecossistema que as nanopartículas (NPs) podem acarretar.

## Métodos de identificação da toxicidade das nanopartículas

### EstudosIn Vitro
Os ensaios in vitro (expressão em latim que significa “em vidro”) são realizados em laboratório e estudam a eficácia de nanomateriais fora de um organismo vivo. Geralmente, a pesquisa é feita analisando culturas celulares, tecidos ou órgãos.
Esse método é vantajoso devido a eliminação de variáveis inerentes ao organismo sob exposição às condições estressantes. Portanto, proporciona o controle absoluto sobre o ambiente em que o teste é realizado.
Além do mais, com relação a ética e a moral, é mais aceito os estudos in vitro, em razão da exposição desses seres a estudos toxicológicos e possíveis resultados adversos durante o processo.

### EstudosIn Vivo
Os ensaios in vivo (expressão em latim que significa “dentro do vivo”) são realizados dentro de um organismo vivo ou no tecido desse organismo. E, assim como os estudos in vitro, tem por finalidade verificar a toxicidade de nanomateriais.
Diferente dos estudos in vitro, o método in vivo é eficaz devido a observação absoluta das nanopartículas no organismo.  Em geral, é possível analisar o comportamento desde a entrada do nanomaterial até atingir seu objetivo, no entanto, entre esses procedimentos é possível verificar se houve reações a mais ou desvios de resultados. Portanto, por conta dessas possíveis variantes de resultado, é necessário ressaltar que os testes in vitro para verificar a toxicidade devem ser realizados antes dos testes in vivo.
Mesmo na utilização de organismos vivos e com uma análise detalhada do processo, podem haver resultados distintos, devido ao tipo de organismo utilizado e do teste aplicado.  Não só isso, mas como já citado, o organismo vivo pode ter interferência do meio externo (estresse, fatores naturais do animal, etc.).
Alguns estudos indicam que as NPs, presente uma vez no organismo humano, podem se translocar para órgãos ou tecidos distantes da sua área de entrada. As NPs também possuem longa duração, sendo classificadas como biopersistentes e bioacumulativos  no organismo, em especial em órgãos como os pulmões, o cérebro e o fígado.  A toxicidade não está totalmente fundamentada, mas parece ser primariamente expressa através de uma capacidade de causar a inflamação.

### Contato Dérmico
A exposição dérmica é inevitável com diversos tratamentos medicamentosos e aplicação de cremes (protetores solares e outros) já disponíveis para comércio. Portanto a pele se torna um dos caminhos mais fáceis para a entrada das NPs. 
A epiderme impede a entrada de partículas micrométricas, mas essa barreira é ineficaz para nanopartículas. Abaixo da camada dérmica é rica em sangue e macrófagos, vasos linfáticos, células dendríticas e terminações nervosas. Assim, as partículas que são absorvidas sob as diferentes camadas da pele são prontamente transportadas em diferentes sistemas circulatórios.

### Inalação
Nanopartículas dispersas no ar podem entrar no corpo através de nossas vias respiratórias. Após a inalação, as nanopartículas se depositam em todo o trato respiratório (do nariz aos pulmões).
O tamanho das NPs facilita na sua passagem sobre a região alveolar dos pulmões e a entrar no sistema sanguíneo e no linfático. Elas podem sofrer biotransformação nas células pulmonares e acabar sendo dessorvida do corpo através da excreção. 
Partículas menores que 10mm acabam adsorvidas nos pulmões e podem ser transferidas para diferentes partes do corpo, como os rins. Essas substâncias são então parcial ou completamente removidas do corpo pela escada rolante mucociliar e fagocitose.
Partículas insolúveis depositadas nos pulmões podem desencadear várias reações toxicológicas neste local. Eles podem até ser canalizados para outras partes do corpo, como fígado, baço, etc. Métodos como escadas rolantes mucociliares e fagocitose por macrófagos alveolares são utilizados para evitar a toxicidade dessas nanopartículas insolúveis. No entanto, os mecanismos de defesa pulmonar entram em ação, pois essas abordagens não controlam a propagação da toxicidade, o que acaba levando a danos ao tecido pulmonar.

### Ingestão
A toxicidade pelo trato gastrointestinal pode ser por ingestão direta de alimentos contaminados, de bebidas tóxicas ou após deglutição de inalados.
As células epiteliais do estômago são destinadas à absorção e, portanto, qualquer elemento tóxico pode ser facilmente absorvido. No entanto, existem vários fatores que governam essa taxa de absorção (tamanho, forma, concentração ou dosagem, pH do meio, etc.).
Estudos mostram que nanopartículas carregadas positivamente ficam presas no muco carregado negativamente, e as partículas carregadas negativamente são facilmente ingeridas dentro da camada de muco. Por outro lado, o tamanho das partículas foi novamente considerado um fator de controle necessário. Observou-se que a taxa de absorção é proporcional ao diâmetro da partícula; quanto maior o diâmetro, mais tempo leva para completar o processo de ingestão.

## Fatores que afetam a toxicidade das partículas

### Tamanho e Área de Superfície
A área de superfície e o tamanho da nanopartícula são fatores que estão inversamente ligados. Portanto, quanto menor o tamanho, maior a área de superfície que, consequentemente, apresenta maior reatividade. A partir disso, está cada vez mais evidente que o tamanho reduzido à escala nanométrica apresenta propriedades físico-químicas distintas do seu estado microscópico.
Um ponto importante do tamanho das nanopartículas é que quanto menor um material ou partícula, mais fácil de adentrar em tecidos, órgãos, etc. Esse aspecto merece bastante atenção em razão da possível interação entre biomoléculas e células, podendo então, haver a formação de uma bionanointerface.
Em relação às características de superfície, as nanopartículas podem ter carga positiva, neutra ou negativa. Com isso, para maior entendimento é necessário ressaltar que a membrana dos mamíferos tem carga de superfície negativa . Sendo assim, as NPs catiônicas, por ter uma diferença na composição, podem apresentar liberação de citocinas ou outros mediadores devido a uma resposta rápida do sistema imunológico aos corpos estranhos. Por outro lado, as NPs aniônicas, pela semelhança na composição, entram mais facilmente no meio intracelular, sendo reconhecidas pela sua citotoxicidade.
Outra característica é a "coroa protética"  que consiste em proteínas adsorvidas à superfície das NPs. Este fenômeno ocorre em maior extensão para partículas altamente carregadas (cargas positiva ou negativa). As NPs envolvidas por coroa proteica induzem uma maior resposta imunitária, já que as proteínas séricas e plasmáticas aumentam a absorção fagocitária.

### Estabilidade
Nanopartículas quimicamente estáveis, como os metais nobres, se apresentam menos relevantes a incidentes quando comparadas a outros compostos mais reativos. Já as mais reativas, como as de carbono e de óxidos de metais, apontam uma maior tendência a formar aglomerados, tornando-as ainda mais reativas e tóxicas.

### Morfologia
A morfologia da partícula afeta significativamente no mecanismo de captação celular. Os nanomateriais têm diferentes formas, como esferas, filamentos, planares, tubos, etc. 
A forma da NPs desempenha um papel crítico na indução de toxicidade apenas quando ingerida dentro do ambiente celular. Alguns estudos mostram a influência da forma das partículas na interação da membrana celular. Foi observado que partículas semelhantes a agulhas causam ruptura da membrana celular durante a absorção.